# علف‌انبانی ظریف
علف‌انبانی ظریف (نام علمی: Utricularia delicatula)، یک گونه گیاه خاکزی از سرده علف‌انبانی است و از نظر بومی بودن در نیوزلند در جنس خود منحصربه‌فرد است. لقب خاص لاتین به معنای «ظریف و زیبا» است و به گل‌های کوچک این گونه اشاره دارد. این گونه دارای محدوده جغرافیایی کوچکی است که در نیمه شمالی جزیره شمالی در ارتفاعات کم (زیر ۲۰۰ متر) در وایکاتو و در منطقه نورثلند، همچنین دورتر در جزیره چاتام در شرق یافت می‌شود.